# Castelliri
Castelliri település Olaszországban, Lazio régióban, Frosinone megyében. Lakosainak száma 3183 fő (2023. január 1.). Castelliri Arpino, Monte San Giovanni Campano, Sora, Isola del Liri és Veroli községekkel határos.

## Népesség
A település lakossága az elmúlt években az alábbi módon változott:
| Lakosok száma | 3447 | 3411 | 3183 |
|               | 2017 | 2018 | 2023 |